# Euglossa crininota
Euglossa crininota là một loài Hymenoptera trong họ Apidae. Loài này được Dressler mô tả khoa học năm 1978.